# Stjepan Zimmermann
Stjepan Zimmermann (Virovitica, 24. prosinca 1884. – Zagreb, 13. travnja 1963.) bio je hrvatski katolički svećenik, teolog i filozof. 

## Životopis
Filozofsko-teološki studij završio je u Zagrebu i Beču. Godine 1907. zaređen je za svećenika. Na Papinskom sveučilištu Gregoriana obranio je doktorat 1910. godine. Do 1918. predavao je logiku i psihologiju u Nadbiskupskoj gimnaziji u Zagrebu.
Bio je rektor zagrebačkog Sveučilišta od 1923. do 1924. godine. Dolaskom komunista na vlast u veljači 1946. zabranjeno mu je javno djelovanje.
U filozofiji se zauzimao za osuvremenjenje neoskolastičke spoznajno-teorijske problematike.

## Glavna djela
- „Kant i neoskolastika” (I–II, 1920./21.),
- „Uvod u filozofiju” (1922.)
- „Opća noetika” (1926.)
- „Filozofija kršćanstva” (1930.)
- „Temelji filozofije” (1934.)
- „Filozofija i religija” (1936.)
- „Filozofija života” (1941.)
- „Nauka o spoznaji” (1942.)
- „Kriza kulture” (1943.)
- „Putem života” (1945.)

### Mrežna sjedišta
- Zimmermann, Stjepan. Hrvatska enciklopedija (LZMK). Pristupljeno 15. travnja 2025.